# Ромбальдони, Аксель
Аксель Ромбальдони (итал. Axel Rombaldoni; род. 23 марта 1992, Пезаро, Марке) — итальянский шахматист, гроссмейстер (2013).  
В составе сборной Италии участник 18-го командного чемпионата Европы (2011) в Порто-Каррасe.
Родом из семьи шахматистов. Его отец Андреа Ромбальдони — национальный мастер, а мать  Бригитта Банки Хорват — международный гроссмейстер.  Играет в шахматы с четырёх лет. Старший брат Денис также известный шахматист.
В период с 2002 по 2008 год он выиграл семь   титулов молодёжного чемпиона Италии подряд, и этот рекордный результат позволил ему стать многократным участником молодёжных первенств мира.
Автор книг по шахматам «Сент-Луис 2014: Кубок Синкфилда — турнир Фабиано Каруаны»   (в сотрудничестве с Юрием Гарретом и Сабино Брунелло) и  «Нейролингвистическое программирование для шахмат». В настоящее время проживает в Падове.

## Изменения рейтинга
| Графики недоступны из-за технических проблем. См. информацию на Фабрикаторе и на mediawiki.org. |